# 줘위퉁
줘위퉁(중국어: 卓毓彤, 병음: Zhuó Yùtóng, 한자음: 탁육동, 1986년 9월 4일 ~ )은 타이완의 모델, 배우, 연예인이다. 슝슝(熊熊)이라는 예명으로 활동하며 '아름다운 가슴 여신'(美胸女神), '오타쿠남 여신'(宅男女神)이라는 별칭으로 부르기도 한다.

## 생애
출생 당시의 본명은 왕위페이(王毓菲)였지만 나중에 어머니의 성씨를 따르면서 이름을 바꾸게 된다. 데뷔 당시부터 화려한 미모로 주목을 받았으며 타이완의 인터넷 포털 사이트인 야후 치모에서 인기 검색어 순위 1위에 오르기도 했다.
2010년에 황쯔자오(黃子佼)와 함께 진행한 리틀 섹시 예술 사진전을 통해 데뷔했다. 2013년에는 FHM 남인방(FHM 男人幫)이 선정한 100대 섹시 미녀 최고의 화제상, 둥썬 ETTODAY 신택남녀신(東森 ETTODAY 新宅男女神)이 선정한 아름다운 가슴 여신상을 수상했다. 2018년에는 린보성(林柏昇, 예명 키드(KID))과 함께 인터넷 프로그램 《별빛 구름! RUN 신문》(星光雲! RUN新聞)을 진행했고 황샤오아이(黃小愛), 프레드(Fred)와 함께 인터넷 프로그램 《부탁해요 편의점》(拜託了 便利商店)을 진행했다.
2012년에 일본에서 촬영한 《타이완 미녀 통신》(台灣美女通信) 사진 DVD를 통해 데뷔했고 《도요 신문 아스키(ASCII)》, 《프라이데이 디지털》 잡지와의 단독 인터뷰에 참여했다. 2014년에는 영화 《대택남》에 특별 출연했고 중톈 텔레비전 드라마 《PMAM 시리즈》의 3번째 시즌 작품인 《PMAM의 좋은 탐정들》에서 주연을 맡았다. 또한 중국 텔레비전 공사 드라마 《감식 영웅 II - 정의의 싸움》에서 조연을 맡았다.

## 출연 작품

### 텔레비전 드라마
- 2014년 중톈 텔레비전 드라마 《PMAM의 좋은 탐정들》(美好偵探社) - 웨이웨이(薇薇) 역할
- 2019년 중국 텔레비전 공사 드라마 《감식 영웅 II - 정의의 싸움》(鑑識英雄II 正義之戰) - 밀크티(奶茶) 역할
- 2019년 싼리 텔레비전 드라마 《인터넷 유명인의 미친 세계》 (網紅的瘋狂世界) - 예뤄사(葉羅莎) 역할
- 2020년 싼리 텔레비전 드라마 《낭만수급니》(浪漫輸給你) - 둥팡멍(東方萌) 역할

### 영화
- 2014년 《대택남》(大宅們) - 도로 위의 미녀 (특별 출연)
- 2017년 《난리판의 사랑》(兵荒馬亂的愛情) - 마만리(馬曼莉) 역할